# Getargel
Getargel (in armeno Գետարգել?), conosciuto anche come Radiokayanin kits (in armeno Ռադիոկայանին կից, "Stazione radio"), è un comune dell'Armenia di 819 abitanti (2009) della provincia di Kotayk'.